# Жежусня
Жежусня (пол. Rzeżuśnia) — село в Польщі, у гміні Ґолча Меховського повіту Малопольського воєводства.
Населення — 376 осіб (2011).
У 1975-1998 роках село належало до Краківського воєводства.

## Демографія
Демографічна структура станом на 31 березня 2011 року:
|          | Загалом | Допрацездатний вік | Працездатний вік | Постпрацездатний вік |
| -------- | ------- | ------------------ | ---------------- | -------------------- |
| Чоловіки | 189     | 27                 | 132              | 30                   |
| Жінки    | 187     | 27                 | 98               | 62                   |
| Разом    | 376     | 54                 | 230              | 92                   |